# دراژویچه
دراژویچه (به صربی: Draževiće) یک منطقهٔ مسکونی در صربستان است که در سینیتسا واقع شده‌است. دراژویچه ۴۳۱ نفر جمعیت دارد.